# Diocesi di Yokadouma
La diocesi di Yokadouma (in latino Dioecesis Yokadumana) è una sede della Chiesa cattolica in Camerun suffraganea dell'arcidiocesi di Bertoua. Nel 2022 contava 25.600 battezzati su 164.000 abitanti. È retta dal vescovo Justin Georges Ebengue.

## Territorio
La diocesi comprende il dipartimento di Boumba e Ngoko nella regione dell'Est in Camerun.
Sede vescovile è la città di Yokadouma, dove si trova la cattedrale di Maria Regina della Pace.
Il territorio è suddiviso in 14 parrocchie.

## Storia
La diocesi è stata eretta il 20 maggio 1991 con la bolla Quod Venerabiles di papa Giovanni Paolo II, ricavandone il territorio dalla diocesi di Bertoua (oggi arcidiocesi).
Originariamente suffraganea dell'arcidiocesi di Yaoundé, l'11 novembre 1994 è entrata a far parte della provincia ecclesiastica di Bertoua.

## Cronotassi dei vescovi
Si omettono i periodi di sede vacante non superiori ai 2 anni o non storicamente accertati.
- Eugeniusz Juretzko, O.M.I. † (20 maggio 1991 - 25 aprile 2017 ritirato)
- Paul Lontsié-Keuné (25 aprile 2017 - 27 novembre 2021 nominato vescovo di Bafoussam)[1]
  - Sede vacante (2021-2025)
- Justin Georges Ebengue, dall'11 gennaio 2025

## Statistiche
La diocesi nel 2022 su una popolazione di 164.000 persone contava 25.600 battezzati, corrispondenti al 15,6% del totale.
| anno | popolazione | popolazione | popolazione | presbiteri | presbiteri | presbiteri | presbiteri                | diaconi | religiosi | religiosi | parrocchie |
| anno | battezzati  | totale      | %           | numero     | secolari   | regolari   | battezzati per presbitero | diaconi | uomini    | donne     | parrocchie |
| ---- | ----------- | ----------- | ----------- | ---------- | ---------- | ---------- | ------------------------- | ------- | --------- | --------- | ---------- |
| 1999 | 18.912      | 98.125      | 19,3        | 11         | 3          | 8          | 1.719                     |         | 11        | 21        | 7          |
| 2000 | 21.898      | 104.312     | 21,0        | 7          | 2          | 5          | 3.128                     |         | 5         | 21        | 7          |
| 2001 | 22.379      | 104.312     | 21,5        | 10         | 2          | 8          | 2.237                     |         | 8         | 19        | 7          |
| 2002 | 23.430      | 104.312     | 22,5        | 11         | 4          | 7          | 2.130                     |         | 8         | 29        | 7          |
| 2003 | 23.630      | 104.312     | 22,7        | 13         | 6          | 7          | 1.817                     |         | 8         | 30        | 7          |
| 2004 | 26.135      | 107.248     | 24,4        | 13         | 7          | 6          | 2.010                     |         | 7         | 30        | 7          |
| 2010 | 17.912      | 126.619     | 14,1        | 17         | 11         | 6          | 1.053                     |         | 6         | 35        | 12         |
| 2014 | 20.050      | 147.054     | 13,6        | 21         | 16         | 5          | 954                       |         | 6         | 32        | 14         |
| 2017 | 20.454      | 148.134     | 13,8        | 17         | 13         | 4          | 1.203                     |         | 5         | 28        | 14         |
| 2020 | 21.940      | 156.460     | 14,0        | 18         | 14         | 4          | 1.218                     |         | 5         | 29        | 14         |
| 2022 | 25.600      | 164.000     | 15,6        | 20         | 18         | 2          | 1.280                     |         | 3         | 28        | 14         |